# Marie-Ève Nault
Marie-Ève Nault (Trois-Rivières, 16 de fevereiro de 1982) é uma futebolista canadense que atua como defensora, medalhista olímpica.

## Carreira
Marie-Ève Nault fez parte do elenco medalha de bronze em Londres 2012.